# Ardisia dewitiana
Espèce
Ardisia dewitiana Taton est une espèce de plantes à fleurs de la famille des Primulaceae et du genre Ardisia, endémique du Cameroun.

## Étymologie
Son épithète spécifique dewitiana rend hommage à la botaniste belge Jeanine Dewit (es).

## Description
Il s'agit d'un sous-arbrisseau ne dépassant pas 50 cm de hauteur.

## Distribution
Endémique du Cameroun, relativement rare, elle a été observée dans trois régions (Littoral, Centre et Sud).